# Campagnes de Constantin Ier contre les Germains et les Sarmates
Les campagnes de Constantin Ier contre les Germains et les Sarmates sont une suite d'opérations militaires de l'Antiquité tardive. Elles opposent, pendant trois décennies, l'Empire romain, dirigé par Constantin Ier, aux peuples germaniques situés aux confins septentrionaux de l'Empire : les Francs, les Alamans et les Goths, et les Iazyges, branche occidentale des Sarmates. Ces campagnes, qui ont pour théâtre opérationnel le limes, ont pour but de protéger les frontières de l'empire, de 306 à 336 apr. J.-C.
Une fois arrivé à la tête des provinces à l'Ouest du limes du Rhin (en 306), à la suite de la mort de son père Constance Chlore, Constantin concentre ses premiers efforts dans la lutte pour défendre cette partie de la frontière contre les tribus germaniques des Francs et les Alémans, faisant d'Augusta Treverorum (Trèves) sa première capitale. Avec la victoire sur l'usurpateur Maxence (bataille du pont Milvius, à Rome, en 312) toute l'Italie passe aussi sous son contrôle, faisant de Constantin l'unique auguste en Occident.
En février 313, Constantin (qui a passé l'hiver à Rome), établit une alliance avec Licinius, renforcée par le mariage de ce dernier avec Flavia Julia Constantia, sœur de Constantin. Mais cette alliance ne dure que quelques années, puisque dès 316 les deux Augustes sont en conflit. Constantin prend le dessus sur Licinius, contraint de céder l'Illyrie mais conservant la Thrace. Constantin progresse avec des acquisitions territoriales toujours plus à l'est, se retrouvant alors à devoir défendre l'important limes sarmaticus (à partir de 317).
Durant les années suivantes Constantin concentre ses efforts le long du limes danubiano, combattant surtout les Sarmates aux confins de la Pannonie, séjournant  à Sirmium presque sans interruption jusqu'en 324 (année où son armée marche à nouveau contre Licinio), en faisant sa capitale aux côtés de Sardica.
Au cours de ces années, Constantin fait encore preuve d'une grande activité militaire, parcourant entièrement les frontières des territoires récemment acquis. En 320 il nomme son fils aîné, Crispus, déjà préfet du prétoire, à la tête des troupes en Gaule.
En apprenant qu'une armée de Goths a traversé le Danube pour dévaster le territoire romain de Mésie et la Thrace, appartenant à son rival Licinius, il quitte son quartier général de Thessalonique et s'apprête à marcher contre eux (en 323). Le fait de franchir la frontière de fait, attaquant ses ennemis dans une partie de l'Empire romain qui n'était pas sous sa juridiction, déclenche la dernière phase de la guerre de la tétrarchie entre les deux Augustes, qui se solde par la défaite finale de Licinius et la consécration de Constantin comme unique empereur.
Durant la phase ultime de son règne, jusqu'à sa mort (survenue en 337), l'empereur chrétien consolide les limes, le long du Rhin et du Danube et obtient d'importants succès militaires qui le mènent à contrôler d'importantes parties des territoires anciennement romains abandonnés sous Gallien et Aurélien : de l'Alémanie à la Sarmatie et à la Gothie. Constantin continue à utiliser ses résidences de Serdica, Sirmium et Tessalonica, plutôt que la capitale de Dioclétien, Nicomedia.

## Contexte historique
En novembre 284, avec la mort de l'empereur Numérien à qui son père Carus avait confié l'empire oriental, et le refus des troupes d'Orient de reconnaître Carin, le fils aîné de Carus, comme successeur naturel, Dioclétien, général d'origine illyrienne, est élevé à la dignité impériale. À la fin de la guerre civile qui en découle, Dioclétien, victorieux, nomme en novembre 285 comme son second (Caesar) un officier du nom de Maximien Hercule, qui sera élevé quelques mois plus tard au titre d'Auguste, formant ainsi une dyarchie dans laquelle l'Empire romain est géographiquement divisé. Cela implique une division de la responsabilité de la défense des frontières contre la pression croissante des invasions extérieures, notamment germaniques, sardes, et perses, ainsi que contre les tentatives récurrentes d'usurpation de la dignité impériale,.
Devant la difficulté croissante à contenir les nombreuses révoltes internes et la pression aux frontières, une nouvelle division territoriale est effectué en 293 afin de faciliter les opérations militaires : Dioclétien nomme Galère comme son César pour l'Orient, pendant que Maximien Hercule fait de même avec Constance Chlore pour l'Occident.
Ce système tétrarchique entre cependant en crise après l'abdication des deux Augustes (305), Dioclétien et Maximien Hercule, provoquant une nouvelle guerre civile (306-324), provoquant de nouvelles percées des barbares dans le système défensif de l'Empire, avec des tentatives d'installations de populations barbares à l'intérieur des frontières.
Ce n'est qu'avec l'accession au trône de Constantin, devenu l'unique Auguste en Occident après la bataille du pont Milvius en 312, et, à plus forte raison, la défaite de Licinius et la réunification subséquente de l'empire sous l'autorité d'un empereur unique (en 324), que les frontières septentrionale, rhénane et danubienne furent à nouveau défendues de manière adéquate. Ainsi, on attribue à cet empereur non seulement le mérite d'avoir perfectionné la hiérarchie militaire dioclétienne, mais aussi d'avoir reconquis, ou du moins placé dans un rapport de vassalité, plusieurs peuples barbares dans tous les territoires ayant appartenu à l'empire sous Trajan (Champs Décumates, une partie de la Dacie).

### La mort de Constance Chlore
Avec la mort de Constance Chlore, survenue à Eburacum (York) le 25 juillet 306,, le système de tétrarchie est en crise : le fils illégitime de l'empereur défunt, Constantin, est proclamé Auguste par le général Crocus et l'armée de Bretagne,,,. Cette élection relève d'un principe dynastique, à l'opposé de la méritocratie voulue par Dioclétien. Lactance défend une version différente des faits, affirmant que Constantin est nommé Auguste par son père sur son lit de mort. Cependant, Galère, déçu par ce choix, propose à Constantin le titre de Caesar, ce que l'intéressé accepte, laissant à Sévère la dignité d'Auguste. Quelques mois plus tard, Maxence, fils du vieillissant Auguste Maximien Hercules, est acclamé empereur par la Garde prétorienne, reprenant le principe dynastique, grâce au soutien d'officiels comme Marcellianus, Marcenus et Lucianus (mais non d'Abellio, vicaire de la préfecture de la Ville, qui sera alors mis à mort). C'est durant cette période que Constantin commence à remporter des succès militaires importants contre les Alamans et les Francs, le long des frontières qui lui sont confiées, succès rapportés par Eutrope.

## Forces en présence

### Romains
D'agissant des forces romaines disponibles pour Constantin, c'est-à-dire celle stationnées le long des limes septentrionaux, de la Bretagne à la Mésie, il est utile de rappeler que cette époque est celle d'une importante réforme de l'armée romaine, avec un nouveau déploiement des légions le long des frontières voulu par Dioclétien, et d'une augmentation de la taille globale de l'armée. On sait qu'avec la réforme, le nombre total de légions fut porté à 55 ou 56. Après l'accession au trône de Constantin et la reprise de la monarchie dynastique, le nombre total de légion fut porté à 62 ou 64, vers l'an 330.

### Barbares
Le long des lignes rhénanes, face à la Gaule et à la Bretagne, s'exerce principalement la pression des Francs et des Saxons. Les Alamans procèdent aussi à quelques incursions dans ces régions, mais leur objectif principal est, dans cette période, l'Italie septentrionale, à travers la Pannonie (frontière du haut Danube). Les offensives majeures visèrent cependant la zone du bas Danube, dans les provinces romaines des Balkans, où se concentrèrent les attaques des Marcomans, des Quades, des Sarmates et surtout des Goths (Tervinges et Greuthunges).

## Phases du conflit

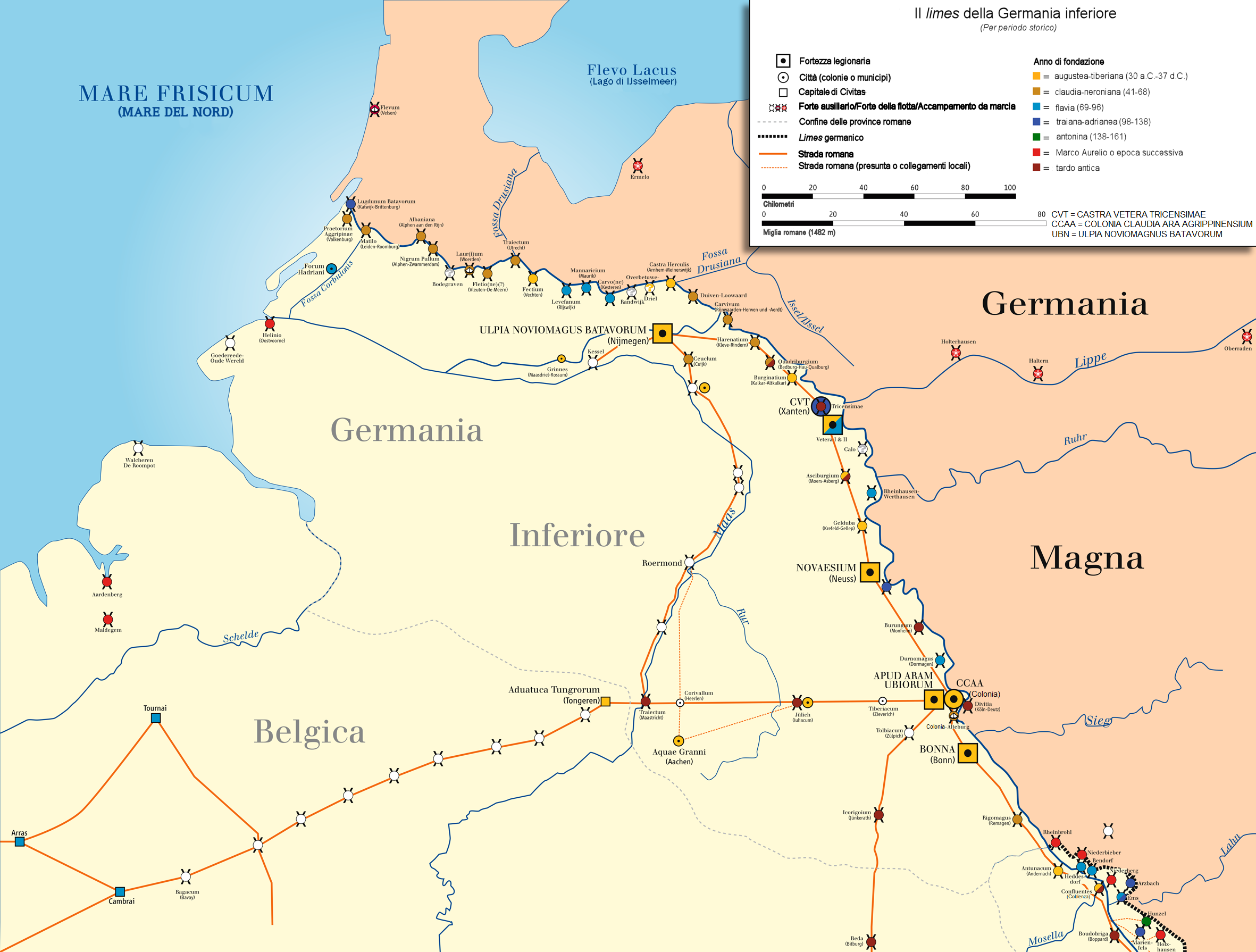
Frontières de la province romaine Germania I sur le bas cours du Rhin.

### Première phase (306-316): défense dulimesrhénan
306Constantin, âgé de vingt-et-un ans, vit à la cour de l'Auguste d'Orient Galère depuis l'époque de Dioclétien. N'ayant pu obtenir l'autorisation de visiter son père, l'Auguste d'Occident Constance Chlore, à la santé précaire, au printemps il décide de fuir. Il rejoint son père à Gesoriacum (Boulogne-sur-Mer), alors que celui-ci s'apprête à traverser la Manche pour rejoindre la province de Bretagne, et participe à sa campagne militaire contre les Pictes et les Scots au nord du mur d'Hadrien. À la mort de son père pendant l'été, les troupes qui lui sont fidèles proclament Constantin Auguste d'Occident à Eboracum (York), le 25 juillet.
Le jeune tétrarque a cependant besoin que son élection impériale soit reconnue, notamment par Galère. Ce dernier, qui a une préférence pour son ami et compagnon d'armes Licinius, se retrouve devant le fait accompli. Confronté à la sécession des territoires de Gaule et de Bretagne, il trouve une issue en reprenant le principe de la tétrarchie de Dioclétien : nommer comme Auguste d'Occident l'ancien César, Sévère, et lui confier l'Italie, l'Afrique et l'Espagne, tandis que Constantin est nommé César.
Constantin accepte l'offre et revient à Augusta Treverorum (Trèves) à l'automne de la même année, d'où il peut superviser au mieux la défense des frontières de la Gaule face aux Francs. Il se consacre à la défense de cet important limes pendant les six années suivantes, installant sa capitale et sa propre cour impériale et transformant cette ville, où la basilique de Constantin est érigée en 310. Durant ces années, non seulement Constantin renforce la défense de ces territoires contre les incursions barbares, mais il renforce l'armée romaine qu'il contrôle, créant de nouvelles légions.
| Constantin Ier : Follis | Constantin Ier : Follis |
| --- | --- |
| | |
| IMP(erator) CONSTANTINVS P(ius) F(elix) AUG(ustus)                                                                                         | MARTI PATRI PROPVGNATORI (Mars Propugnator, littéralement, qui repousse de son poing, divinité protectrice des frontières de l'Empire, Mars avance vers la droite en brandissant une lance et un bouclier. F et PTR en exergue pour désigner l'atelier monétaire de Trèves. |
| Monnaie de 25 mm, 6.52 g, frappée en 307/308, Célèbre les succès en Gaule contre les Germains en dédiant les victoires à Mars Propugnator. | |

307Avec le début du printemps, Constantin projette une nouvelle campagne en territoire germanique. Il doit y affronter les Francs, les Chamaves, les Bructères, les Chérusques et les Alamans. Le jeune empereur a cependant été formé à l'école militaire d'Orient, celle de Dioclétien et Galère. Malgré sa jeunesse, il conduit la guerre avec l'énergie et la détermination qui manquaient à son père les années précédentes. Au cours des opérations militaires, il obtient d'importants succès, réussissant à repousser les Francs qui avaient envahi les territoires romains à l'ouest du Rhin l'année précédente,,. Il a été rapporté que, pendant que les Francs tentent le traverser le cours inférieur du Rhin, Constantin le franchit à l'improviste en un autre point, attaquant l'ennemi par surprise et évitant une nouvelle invasion. Nombre de Francs sont tués, faits prisonniers ou réduits en esclavage, certains utilisés comme gladiateurs. Leur bétail est saisi et leurs villages réduits en cendres,. À la fin de l'année, Constantin reçoit le cognomen (titre honorifique) de Germanicus Maximus en reconnaissance de ces victoires,,. Au cours de cette campagne et des suivantes, Constantin pourrait avoir utilisé le camp de Castra Vetera (Xanten) comme base et la vallée de la Lippe comme voie de pénétration, comme l'avait fait en son temps Auguste et comme le fera plus tard Julien, pour prendre à revers l'ennemi qui se trouvait au nord de cet important cours fluvial, et l'attaquer après avoir dévasté son territoire.
Toujours au cours de cette année, pendant que Maxence est occupé à renforcer la défense de Rome contre Galère, Maximien Hercule s'allie avec Constantin, qui épouse Fausta, la fille de Maximien Hercule, et reconnaît comme Auguste son beau-père. Ce dernier retourne à Rome durant l'hiver 307-308, ayant ainsi créé les conditions d'une rivalité entre son nouveau gendre et son fils Maxence, avec lequel il aura rapidement des différents.
308Après de nouveaux succès contre les Bructères, Constantin reçoit à nouveau le titre de Germanicus Maximus,,. À la fin de l'année, vu les préoccupations liées au système tétrarchique en crise, une rencontre se tient le 11 novembre à Carnuntumsur le haut Danube, à laquelle participent Galère, Maximien Hercule, et Diocétien, qui avait abdiqué depuis trois ans mais était invité par Galère. En cette occasion fut organisée la troisième tétrarchie : Maximien Hercule est obligé d'abdiquer, tandis que Constantin est à nouveau rétrogradé au titre de César ; à l'inverse Licinius, loyal à Galère, est nommé Auguste d'Occident,,. Sur le front, après la victoire contre les Francs, une importante forteresse est construite à Deutz (Divitia) sur la rive droite du Rhin, en avant de la Colonia Agrippinensis (Cologne).
310Constantin obtient de nouveau des succès militaires contre les Alémans et les Francs, le roi de ces derniers est capturé et finira jeté aux fauves dans l’arène,. Un pont majestueux long de 420 mètres est construit à Divitia,.
Pendant ce temps, Maximien Hercule tente une rébellion, obligeant Constantin à écourter sa campagne et à marcher vers le Sud de la Gaule. Maximien Hercule est capturé et contraint au suicide,,,.
311À la mort de Galère, survenue au cours de l'année, Maximin II Daïa s'empare de l'Orient, abandonnant à Licinius l'Illyrie. L'Empire est alors divisé en quatre : Maximim Daïa et Licinius en Orient, Constance et Maxence en Occident, formant une nouvelle tétrarchie en apparence. En réalité peu après, Maximim , Contance et Licinius se coalisent pour éliminer Maxence. Du fait probablement de ces troubles internes, aucune campagne contre les Germains ne semble avoir été lancée cette année-là. Constantin s'affaire à fortifier encore davantage le limes avec de nouvelles constructions (comme à Haus Burgel sur la rive droite du Rhin, à une trentaine de kilomètres au nord de Divitia, le long de la route reliant Colonia Agrippinensis et Augusta Treverorum), en plus d'améliorer des constructions existantes. Le fort de Noviomagus Batavorum étant semble-t-il abandonné depuis la fin du IIIe siècle, Constantin construit dans les environs deux nouveaux forts : à Valkhof (sur la Waal) et à Fauquemont.
312Constantin réunit une importante armée, comprenant aussi des barbares capturés lors des guerres récentes (Germains, Celtes venus de Bretagne), et se dirige vers l'Italie pour se porter contre son rival Maxence, l'affrontant lors des batailles de Turin, de Vérone, et finalement du pont Milvius,. Avec la mort de Maxence, toute l'Italie est sous le contrôle de Constantin, désormais unique Auguste d'Occident.
313En février cette année, Licinius se rend à Mediolanum (Milan), pour rencontrer Constantin, qui semble avoir passé l'hiver à Rome. Ils forgent une alliance (Édit de Milan), renforcée par le mariage de Licinius avec la sœur de Constantin, Flavia Julia Constantia,,,,,,. Cette alliance excluait clairement le troisième empereur, Maximin II Daïa, lequel est bientôt vaincu par Licinius à la bataille de Tzirallum et meurt peu après,. L'Empire romain est alors divisé en deux : Constantin domine l'Occident et Licinius, l'Orient.
Constantin, dans le même temps, conduit une nouvelle campagne militaire contre les Francs et les Alémans en Gaule, qui dure jusqu'à l'été. Il feint de traverser le fleuve, et en réalité le remonte pour se porter contre les Alémans, mais décide peu après de faire demi-tour pour attaquer les Francs avec une flotte rapide. Il dévaste alors leurs terres et fait prisonnier un roi franc. Revenant sur ses pas, il ravage aussi le territoire alaman, ce qui sera célébré sur les deniers frappés cette année-là par la devise GAVDIVM ROMANORVM ALAMANNIA,,,,.

Monde romain pendant la guerre civile des années 306-324.

314-315Une fois de plus, Constantin choisit Augusta Treverorum comme quartier général pour ces deux années, afin d'affirmer davantage son contrôle sur le limes rhénan. Il se met à nouveau en ordre de bataille contre de possibles incursions franques et alémanes, tout en continuant à améliorer les fortifications. Il retourne à Rome en juillet 315 pour ses decennales et recevoir son triomphe pour la victoire du pont Milvius contre Maxence, que célèbrent aussi les pièces frappées cette année-là : le titre de Victor est remplacé par Triumphator.
316-317L'union récente entre Licinius et Flavia ne suffit pas à empêcher un nouveau conflit entre les deux empereurs, qui éclate courant 316. Selon Zosime :

« La mauvaise intelligence se mit bientôt entre eux, non par la faute de Licinius, mais par la perfidie de Constantin qui, selon sa coutume, n’observait pas les traités de bonne foi, et qui voulait usurper des nations qui relevaient de Licinius. En étant venus à une rupture ouverte, ils amassèrent tous deux leurs troupes, et se préparèrent au combat. »

— Histoire nouvelle, II, 18,1.
Constantin a le dessus sur Linicius, d'abord à la bataille de Cibalae puis à Mardia. La paix qui suit (1er mars 317) voit Licinius contraint à céder à Constantin l'Illyrie, mais pas la Thrace. Constantin étendant son territoire toujours plus à l'est, il se retrouve maintenant à devoir défendre également le limes sarmaticus (frontière de la Pannonie, approximativement l'actuelle Hongrie), le long duquel il avait combattu précédemment en tant qu'officier de Galère, réussissant à vaincre en combat singulier un général barbare,.

### Deuxième phase (317-324): défense dulimesde Pannonie et de Sarmatie
| Constantin Ier : Æ Follis                                                                            | Constantin Ier : Æ Follis |
| --- | --- |
| | |
| IMP(erator) CONSTAN-TINVS MAX(imus) AVG(ustus), tête laurée et buste cuirassé tourné vers la droite. | VICTORIAE LAETAE PRINCIPE [RP?], ("à la victoire durable du prince") : deux Victoires ailées, debout, face à face, tiennent un bouclier sur lequel est écrit "VOT(um) / P(opuli) R(omani)" ; en bas, une marque d'atelier : P(rima Officina) T(icinensis) en exergue. |
| Monnaie de 16 mm, 2.93 gr, 6 h atelier de Ticinum, frappée en 318/319                                | |

317-319à la suite des évènements décrits ci-avant, Constantin fait face aux Sarmates le long du limes de Pannonie, obtenant pour la première fois le titre de Sarmaticus Maximus, attesté par une inscription découverte en Afrique du Nord. Selon Mócsy, Constantin séjourne à Sirmium quasiment en permanence jusqu'en 324 (année où il marche contre Licinius), en faisant sa propre capitale. Horst soutient que ses résidences préférées durant cette période étaient Serdica et Sirmium.
Au cours de ces années, Constantin se montre à nouveau très actif militairement, puisqu'il parcourt sans relâche toute la longueur du limes à peine acquis grâce à la paix de Serdica (mars 317). Il inspecte les garnisons de Pannonie inférieure, leur fournissant des renforts, et supervisant la construction de nouvelles têtes de pont en direction de la plaine du Tisza, pour faire face à la menace des barbares frontaliers (Iazyges et Goths). Il renforce la flotte fluviale sur le Danube et ses affluents, ainsi que les marines des mers Egée et Adriatique, pour lesquelles il agrandit les ports d'Aquilée, du Pirée et de Thessalonique (ancienne capitale de Galère), par la construction d'arsenaux, de chantiers navals, et le renforcement des escadres. Il est évident que ces opérations serviront un jour, non seulement contre les barbares, mais aussi contre Licinius.
320Le fils aîné de Constantin, Crispus (alors âgé de quinze ans et donc secondé d'un préfet), ayant pris le commandement de l'ensemble des forces militaires en Gaule, conduit une campagne militaire le long du Rhin, remportant sa première victoire contre les Francs et les Alémans.
322Constantin parvient à repousser une nouvelle invasion des Sarmates Iazyges en Pannonie,,,,. À la suite de cet affrontement, l'empereur Constantin (ou même Dioclétien avant lui) pourrait avoir commencé la construction d'une nouvelle ligne de fortification le long du limes, connue sous le nom de « digues du diable », qui était constituée d'une série de remblais orientés vers le nord, commençant à Aquincum (Budapest), ralliant la Tisza pour bifurquer ensuite vers le sud et rejoindre la Mureș, puis traversait le Banat jusqu'au Danube à la hauteur de Viminacium,. La monnaie romaine de cette année et des suivantes célèbrent la SAMARTIA DEVICTA et donnent de nouveau à Constantin le titre de Sarmaticus maximus.
| Constantin Ier: Follis                                               | Constantin Ier: Follis |
| -------------------------------------------------------------------- | --- |
|                                                                      | |
| CONSTAN-TINVS AVG(ustus), l'empereur est tête laurée vers la droite. | La légende SARMATIA DEVICTA ("La Sarmatie défaite"), encadre une victoire ailée qui avance, tenant un trophée et une palme triomphale en main. Un prisonnier enchaîné assis à ses pieds. En exergue, en bas, marque d'atelier P(rima officina) LON(dinium), désignant Londres. |
| Monnaie de 19 mm, 2.68 g, émise en 323/324                           | |

323L'année suivante, Constantin aurait encore repoussé une nouvelle invasion Iazyges, comme semble le démontrer Zosime, qui peut cependant avoir amalgamé les invasions sarmates de deux années différentes au cours desquelles les envahisseurs auraient assiégé en vain une ville de Pannonie inférieure, identifiable à Campana, au sud d'Aquincum.

« Les Barbares vinrent au devant de lui sous la conduite de Rausimode, leur roi, et attaquèrent une ville, où il y avait assez bonne garnison, et dont les murailles étaient de pierres par le bas et de bois par le haut. Ils s’imaginaient qu’il leur serait aisé de s’en rendre maîtres s’ils pouvaient brûler le haut des murailles, qui était de bois, et pour cet effet ils approchèrent du feu et tirèrent sur ceux qui les défendaient. Ceux-ci de leur côté lancèrent de haut en bas un grand nombre de traits et de pierres, dont ils tuèrent un grand nombre de Barbares. Constantin étant survenu dans le même temps en fit passer plusieurs par le fil de l’épée, en fit encore prisonniers un plus grand nombre et mit le reste en fuite. »

— Zosime, Histoire nouvelle, II, 21.1-2.
Dans le même temps les Goths, de Rausimode décident de traverser le Danube (plus en aval) pour dévaster les territoires romains de Mésie et de Thrace. Informé, Constantin quitte son quartier général de Thessalonique et marche contre eux. Les barbares, apprenant l'arrivée de l'empereur, se replient en Valachie, mais Constantin traverse à son tour le Danube, rattrape les Goths et les massacre dans la bataille qui s'ensuit, où Rausimode est tué,.

« Rausimode ayant ainsi perdu la plus grande partie de ses gens, remonta sur ses vaisseaux et repassa le Danube, dans la résolution de faire une autre fois du dégât sur les terres de l’empire. Constantin en ayant été averti, les suivit, passa le Danube après eux, les attaqua sur une hauteur couverte d’une épaisse forêt, en tua un grand nombre, et entre autres Rausimode. Les autres lui ayant demandé composition, il les fit prisonniers, et s’en retourna dans son palais. Les ayant distribués dans les villes de l’empire, il alla à Thessalonique »

— Zosime, Histoire nouvelle, II, 21.3 e 22.1.
Les barbares demandent la paix, mais comme Constantin a agi dans une partie de l'empire (la Mésie) qui n'est pas de son ressort mais dépend de l'autre Auguste, Licinius, une nouvelle guerre civile se déclare entre eux,. La monnaie romaine continue à célébrer la « Sarmatia devicta »,.
324La guerre civile qui s'ensuit se conclut par la défaite finale de Licinius et la consécration de Constantin comme unique Auguste. Celui-ci, se souvenant des guerres récentes contre les Goths, décide de construire quelques ponts de pierre, dans le but d'intimider les populations barbares au nord du Danube. L'un de ces ponts relie Oescus au nouveau fort de Sucidava, tête de pont sur la rive gauche,, de même qu'un autre pont est construit entre Transmarisca et le fort de  Daphne (lui aussi sur la rive gauche),. On ne peut cependant exclure l'hypothèse selon laquelle ces nouvelles constructions n'auraient été bâties qu'après la campagne de 326-239.

### Troisième phase (324-337): défense dulimesde Gothie, reconquête de la Dacie
Dans cette nouvelle phase, Constantin Ier, maintenant souverain unique (Restitutor orbis) et absolu de l'Empire (Dominus et Deus), réussit non seulement à consolider la totalité du système défensif le long des frontières rhénane et danubienne, mais obtient d'importants succès militaires et reprend le contrôle d'anciens territoires romains abandonnés sous Galien et Aurélien : il s'agit de l'Alémanie (champs Décumates), de la Sarmatie (plaine de la Tisza, le Banat historique) et de la Gothie (une partie de la Roumanie actuelle), comme semblent le démontrer les monnaies de cette période et un nouveau système défensif de cette époque (les « digues du diables », et le « mur de Constantin » ou Brazda lui Novac),,,.
| Crispus : Follis                                                                  | Crispus : Follis |
| --------------------------------------------------------------------------------- | --- |
|                                                                                   | |
| FL(avius) IVL(ius) CRISPVS NOB(ilissimus) CAES(ar), tête laurée tournée à droite. | ALEMANNIA DEVICTA, (l'Alemanie vaincue) la Victoire avançant, tenant un trophée et une palme dans sa main, un prisonnier à ses pieds. |
| 20 mm, 3,15 g, frappée en 324/325                                                 | |

Il faut ajouter que pendant la période en question, Constantin porte une nouvelle série de réformes, complétant celles entreprises quarante ans plus tôt par Dioclétien. Ce processus s'étendra sur les treize dernières années de son règne (jusqu'à sa mort en 337).
324-325Au cours de ces deux années de nouvelles campagnes militaires sont conduites contre la fédération des Alamans, avec à leur tête Crispus, le fils de Constantin, que la monnaie de l'époque célèbre comme Alamannia devicta. Constantin continue à utiliser ses résidences impériales préférées, Nicomedia, Sirmium et Serdica.
328 ; 331-332De nouveau, Constantin Ier est contraint d'intervenir, avec son fils Constantin II, le long du Rhin supérieur pour affronter les Alamans qui tentent d'envahir la Gaule. Cette guerre semble avoir duré plusieurs années, puisque Constantin II ne reçoit le titre d'Alamannicus maximus qu'en 331-332.
328Pendant cette année, de nouveaux affrontements sur le cours moyen et inférieur du Danube semblent avoir lieu, contre les Goths, les Sarmates et les Germains, tandis que Constantin est à nouveau contraint de franchir le fleuve, construisant un pont à Muratura (entre Oescus et Sucidava,), pour porter la guerre en territoire barbare, tandis que la route menant à Romula est repavée. Le territoire ennemi est dévasté, et nombre de combattants réduits en esclavage, selon Théophane le Confesseur.
329L'année suivante voit une fois de plus le retour des Goths le long du bas-Danube, qui réussissent à pénétrer en Mésie inférieure et en Thrace, où ils sèment la dévastation. À nouveau, Constantin réussit à repousser les armées barbares, pour ensuite pénétrer dans leur territoire après avoir construit un nouveau pont de pierre, comme le commémorent la titulature de l'année et les récits dits Anonymus Valesianus,. À la fin de cette campagne, ou de celle de l'année précédente, Constantin semble recevoir pour la quatrième fois le titre victorieux de Germanicus maximus,, et pour la première fois celui de Gothicus maximus.
331/332Les Wisigoths, qui ont harcelé les Sarmates, envahissent le territoire de ces derniers, et par la suite les provinces romaines balkaniques, mais ils sont une fois de plus défaits, près de l'actuelle Varna (en Bulgarie), par Constantin secondé du caesar Constantin II âgé de seize ans. Les batailles, mais aussi le froid et la faim causent la mort de 100 000 Goths. Les Goths sont contraints à demander la paix à l'empereur romain, fournissant des otages comme garantie, parmi lesquels Ariaric, le fils de leur roi, ainsi qu'un contingent d'auxiliaires, en échange de semences et de grain. Surtout, un traité est conclu avec ces populations (qui deviennent un peuple fédéré) selon lequel les Goths (apparemment seulement les Wisigoths) s'engagent à défendre les frontières de l'Empire sur le Danube, et à fournir 40 000 soldats,. La paix durera jusqu'au temps de l'empereur Julien, voire jusque vers 375/376. Pour ce succès Constantin reçoit une deuxième fois le titre de Gothicus maximus,. ainsi que celui de Debellatori gentium barbararum (vainqueur des peuples barbares), et les pièces frappées en 332 et 333 citent GOTHIA et SARMATIA comme si elles étaient devenues de nouvelles provinces romaines,,. À la suite de ces évènements, l'empereur semble avoir ordonné la construction de nouvelles lignes défensives, désignées sous le nom de Brazda lui Novac,, parallèles à la rive nord du cours du bas-Danube, de Drobeta-Turnu Severin jusqu'à la rivière Siret, protégeant les territoires « reconquis ». De manière concordante, Aurelius Victor narre la construction d'un pont sur le Danube (en 328) et de nombreux forts et bastions.

carte de la Dacie romaine avec tout son système de fortifications et défenses. À gauche (en gris), la fortification dite « digues du diable » et à droite (en vert), son système complexe de fortifications et défenses de l'époque de Constantin.

334Deux années plus tard, les mêmes Sarmates qui avaient requis l'intervention amicale des Romains, posent à nouveau problème pour l'Empire, à cause de leurs conflits internes entre les factions Limigantes et Argaragantes. Il semble en effet que les esclaves (Argaragantes) aient chassé une fois de plus leurs maîtres (Limigantes) du Banat, forçant Constantin à intervenir militairement, pour répartir une masse énorme de « réfugiés » (on parle de 300 000 personnes) entre la Scythie, l'Italie, la Macédoine, la Thrace,,, la Mésie et la Pannonie. D'autres sources soutiennent au contraire que Constantin a lancé une nouvelle campagne militaire vers la plaine du Tisza pour mettre de l'ordre entre les factions en guerre, ce qui lui aurait valu pour la troisième fois le titre de Sarmaticus maximus,,. Il existe en effet des traces archéologiques attestant d'une occupation du Banat du temps de Constantin, le long de la « vieille » voie romaine reliant Dierna et Lederata à Tibiscum soixante-dix ans plus tôt.
335 environJordanès rapporte un épisode qui peut se situer durant cette période, selon lequel les vandales de Wisimar, habitant dans la région comprise entre le Mureș et le Danube (au nord-ouest du Banat historique), s'opposent au Goths de Gébéric et sont vaincus. Les survivants demandent et obtiennent le droit de se réfugier dans l'Empire romain, et s'installent en Pannonie inférieure, où ils vivront en paix pendant quarante ans, « obéissant aux lois de l'Empire comme tous les habitants de la région ».
336Constantin remporte de nouveaux succès au-delà du Danube dans les territoires jadis romains de la Dacie, territoires abandonnés sous Aurélien, obtenant le titre de Dacius Maximus,,. Une inscription retrouvée près de l'ancien castrum d'Apulum (Alba Iulia) mentionne une femme du nom d'Ulpia Constantina (indiquant un lien avec Trajan et avec Constantin) : cela ne peut être une coïncidence et semble créditer l'affirmation de l'empereur Julien, selon laquelle Constantin a reconquis tous les territoires qui appartenaient à Trajan, ce qui comprend la Dacie.

## Conséquences

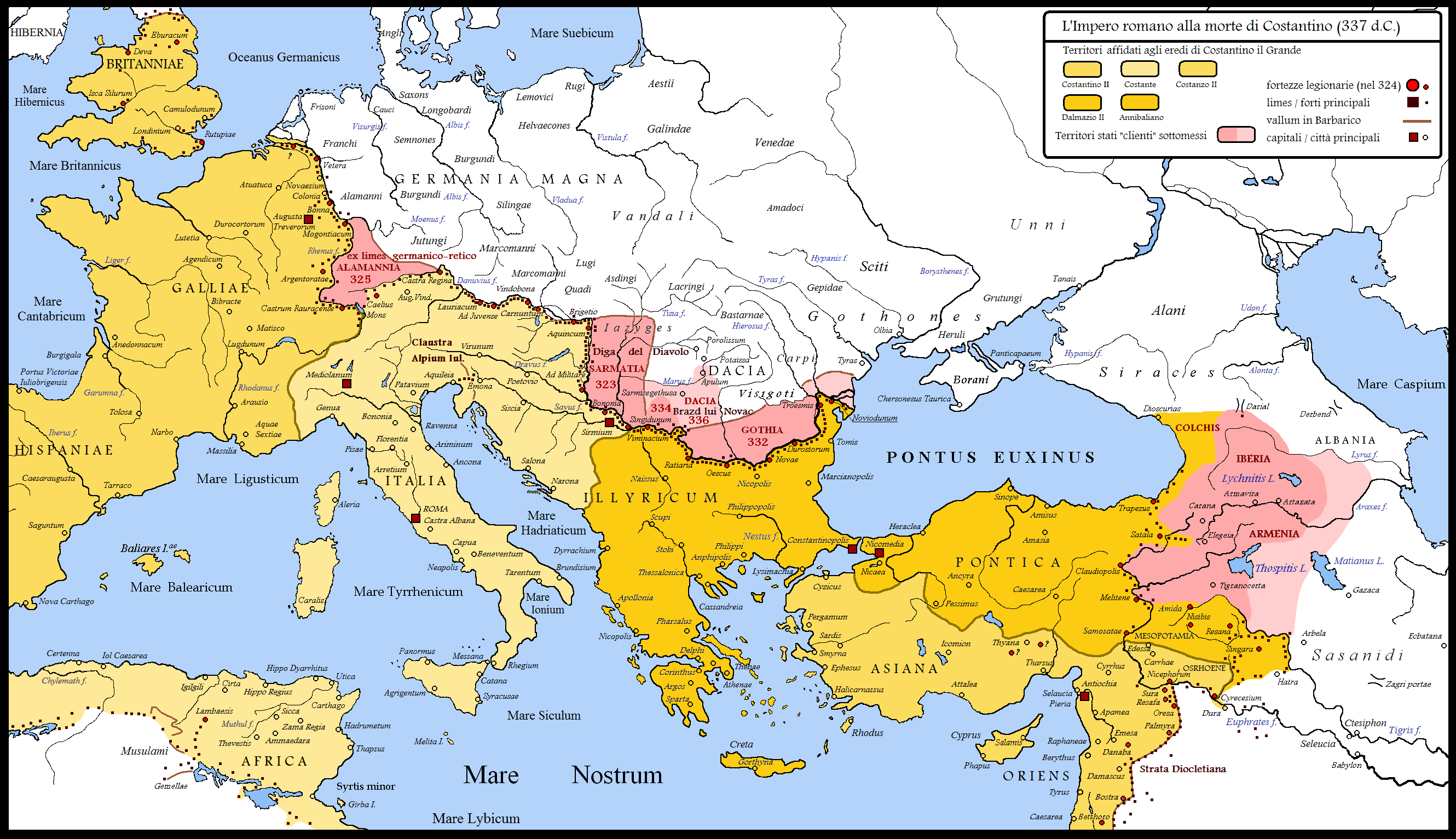
Frontières septentrionales et orientales de l'Empire romain à l'époque de Constantin, avec les acquisitions territoriales à la suite de ses campagnes.

L'équilibre des forces sur le bas cours du Danube, après les campagnes répétées de Constantin et de ses fils, reste pratiquement inchangé jusque vers 375. En Orient, on assiste à toute une série de préparatifs en vue de la campagne imminente contre les Sassanides, jamais menée à bien en raison de la disparition de l'empereur en 337. C'est au contraire l'empereur perse Shapur II qui passe à la contre-offensive. Pendant un quart de siècle, les armées romaines, d'abord sous le règne du fils de Constantin Constance II, puis de son neveu Julien, combattent les armées perses avec des succès variables de 337 à 363. Les frontières romaines orientales et du bas-Danube restent pratiquement inchangées pendant une trentaine d'années. En Orient, les Romains continuent à maintenir un contrôle plus ou moins direct sur les régions de Colchide, d'Arménie, d'Inérie (contrôle de la Passe de Darial, défendue par un castrum au moins jusqu'en 369) et du Pont, pendant que les Perses contrôlent l'Albanie du Caucase et les routes menant à la mer Caspienne.